# Mérèse
La mérèse (appelée parfois meresis en latin) correspond au mode de croissance par multiplication du nombre de cellules (par mitoses successives) chez les végétaux.
Ce phénomène se retrouve principalement au niveau des méristèmes des apex.
L'autre phénomène fondamental qui intervient dans la croissance du végétal, est l'auxèse (augmentation du volume cellulaire).